# 鳥追お松
鳥追 お松（とりおい おまつ、生没年不詳）は、明治時代の毒婦。東京谷中の小屋者の娘。鳥追いを業とした。美人の名高くして、情事の数々を尽くし、悪事を重ねたという。
久保田彦作『鳥追阿松海上新話』（錦栄堂、1878年）など小説に、また『廿四時改正新話』など歌舞伎にも扱われた。
その実在を疑うむきもある。
| スタブアイコン | サブスタブ | この項目は、まだ閲覧者の調べものの参照としては役立たない、人物に関連した書きかけの項目です。この項目を加筆・訂正などしてくださる協力者を求めています（P:人物伝/PJ:人物伝）。 |